# Оливер Минић
Оливер Минић (Охрид, 31. август 1915 – Београд, 1. март 1979) био је српски архитекта, урбаниста, професор Архитектонског факултета у Београду.

## Биографија
Рођен је у Охриду 1915. године. Родитељи су му били архитекти. Отац Милан Минић (1889—1961) био је угледни српски архитекта, сликар, један од оснивача и председник УЛУПУДС-а. Мајка Јелена Минић, рођена Големовић, једна је од првих жена архитеката. Дипломирала је Архитектонском одсеку Техничког факултета у Београду 1914. године.
Гимназију је завршио у Београду 1934. године. На Архитектонском одсеку Техничког факултета у Београду дипломирао је 1940. године. У току студија био је активан у удружењу студената, близак идејама комуниста и револуционарном покрету. За време Другог светског рата боравио је у немачком заробљеништву.
Каријеру је започео у Урбанистичком заводу Србије, да би потом прешао у Урбанистички завод Београда. Од 1953. године радио је на Архитектонском факултету у Београду - најпре као асистент, затим доцент од 1960. године, када је одбранио своју докторску дисертацију „Развитак, структура и центри малих градова, са посебним освртом на неке градове Србије и Македоније“. Један је од првих архитеката који је на Архитектонском факултету у Београду одбранио докторску дисертацију. Комисију за оцену тезе сачињавали су професори др Бранко Максимовић, Милан Злоковић и Михаило Радовановић. За редовног професора изабран је 1970. године.
Као дугогодишњи уредник часописа „Архитектура Урбанизам“, престижног гласила југословенских архитеката, оставио је значајан траг у утемељењу стручне периодике и публицистике.

## Урбанистичка и архитектонска делатност
Поред рада на факултету бавио се и урбанистичким пројектовањем. Радио је планове за Пријепоље, Нову Варош, Прилеп и Београд. Са групом архитеката и урбаниста завода био је аутор Генералног урбанистичког плана Београда 1950. године.
Урбанистички план Нове Вароши, који је пројектовао у оквиру рада Завода за унапређење комуналне делатности СР Србије, сматра се његовим најзначајнијим радом на пољу урбанистичког пројектовања. Урадио је, пре свега, урбанистички програм, а затим генаерални урбанистички план Нове Вароши. За Нову Варош пројектовао је и детаљан урбанистички план градског трга са детаљима поплочавања. У сарадњи са архитектом Александром Радојевићем пројектовао је Дом културе са посебним објектом за Народни универзитет. Дом је према пројекту у потпуности изведен.

## Теоретичар архитектуре и урбанизма и публицистичка делатност
Значајно поље Минићевог деловања било је афирмација струке кроз теоријске и критичке радове из области архитектуре и урбанизма. Неизбрисив траг у овом домену оставио је као главни и одговорни уредник часописа „Архитектура Урбанизам“ у периоду од 1960. до 1975. године.
Осврћући се основна обележја његове уређивачке политике архитекта Ранко Радовић је написао да се може са сигурношћу тврдити да је он остао истински градитељ целе једне филозофије критичког рада у архитектури. Та филозофија заснивала се на темељности и студиозном истраживању дела у целини, а не само његове форме (...) Оријентација на тематске бројеве, на неговање актуелности, увођење и борба за дужи есеј у часопису, посебна пажња питањима урбанизма, брига за изглед и ликовне вредности часописа и насловне стране итд. Велики углед часописа у Југославији па и изван ње, био је значајним делом последица и једне умне уређивачке политике, али и личних вредности и угледа самог Оливера Минића. 
Чланци које је објављивао у часопису „Архитектура Урбанизам“ тематски су разнородни – обухватају уводнике, чланке са општим темама из области архитектуре и урбанизма, приказе појединих савремених објеката, некрологе о значајним архитектима.
Истакнуто место у публицистичком опусу Оливера Минића заузимају радови о архитектури Београда.
Био је уредник београдске редакције за архитектуру и урбанизам „Енциклопедије Југославије“ и „Енциклопедије ликовних уметности“, члан уредништава Библиотеке „Агора“ и „Неимар“ издавачког предузећа „Грађевинска књига“. Сарађивао је са „Годишњаком града Београда“. За јубиларни број часописа „Техника“ за 1965. годину обрадио је тему „Двадесет година развоја архитектуре и урбанизма Југославије“. Аутор је предговора југословенском издању књиге „Ка правој архитектури“ Ле Корбизјеа.

## Легат Оливера Минића
Легат Оливера Минића смештен је у Библиотеци „Вук Караџић“ у Пријепољу као саставни део Завичајног фонда. Преузет је 9. октобра 1981. године. Тестаментом од 1. августа 1975. године он је Библиотеци завештао све књиге осим оних за које је заинтересована Народна библиотека Србије, затим очев штафелај, очеве слике „Аутопортрет“ и „Пејзаж Златара“ и штедну књижицу са две хиљаде динара, да се за тај износ купе књиге. Све под именом „Дар сликара и архитекте Милана С. Минића Библиотеци у Пријепољу, родном месту Милана С. Минића“.
Састоји од 664 инвентарске јединице: 515 књига (некомплетна едиција Српске књижевне задруге од 1893. до 1940. године), 106 бројева часописа (Српски књижевни гласник 1921-1940, Архитектура и урбанизам 1960-1971, Урбанизам Београда 1969-1978, Зборник радова Архитектонског факултета 1953-1967) и 43 друге јединице (урбанистички планови Пријепоља и Нове Вароши, скице и друго).